# Marasuchus
A Marasuchus a dinoszauruszszerű ornithodirák egyik neme, amely a középső triász időszakban élt Argentínában. Egyetlen ismert faját, a Marasuchus lilloensist eredetileg a Lagosuchus második fajaként írták le, L. lilloensis néven. Azonban a Lagosuchus (1994-es) áttanulmányozása után  Paul Sereno és Andrea Arcucci úgy ítélték meg, hogy a típuspéldány túl rossz állapotban őrződött meg ahhoz, hogy lehetővé tegye azt, hogy további példányokat kapcsoljanak a nemhez. Megjegyezték, hogy az L. lilloensis példány láb arányai eltérnek a típusfajétól. Ez alapján az L. lilloensist egy új nemhez, a Marasuchushoz sorolták be.
A Marasuchus genus ennek ellenére ma nem elfogadott nem, típuspéldányaként a Lagosuchus lilloensis PVL 3871 számú lelete szolgál.

## Anatómia
A Marasuchus körülbelül 30 centiméter hosszú volt. Valószínűleg húsevőként élt, és a későbbi dinoszauruszokhoz hasonlóan képes lehetett a két lábon történő mozgásra. A lábujjai az L. talampayensiséhez képest kevésbé voltak aszimmetrikusak, a harmadik lábujja volt a leghosszabb. A Marasuchus hajlott nyakcsigolyákkal és többé-kevésbé vízszintesen elhelyezkedő hátcsigolyákkal rendelkezett, meghosszabbodott sípcsontjai és lábközépcsontjai pedig arra utalnak, hogy fürge állat lehetett.

## Taxonómia
Az alábbi kladogram M. D. Ecurra 2006-os cikke alapján készült:
```
Ornithodira

|--
Pterosauromorpha

|  |
|  `--
Pterosauria

`--
Dinosauromorpha

      |--
Lagerpeton

      `--
Dinosauriformes

           |--
Marasuchus

           `--+--
Pseudolagosuchus

              `--+--
Silesaurus

                 `--+--
Eucoelophysis

                    `--
Dinosauria

                         |--
Saurischia

                         |   |--
Herrerasauridae

                         |   `--
Eusaurischia

                         |       |--
Theropoda

                         |       `--
Sauropodomorpha

                         `--
Ornithischia
```

## Fordítás
- Ez a szócikk részben vagy egészben a Marasuchus című angol Wikipédia-szócikk ezen változatának fordításán alapul.  Az eredeti cikk szerkesztőit annak laptörténete sorolja fel. Ez a jelzés csupán a megfogalmazás eredetét és a szerzői jogokat jelzi, nem szolgál a cikkben szereplő információk forrásmegjelöléseként.